# Saison 1964-1965 du MC Oran
Maillots
Chronologie
Saison précédente Saison suivante
Cet article traite de la saison 1964-1965 du Mouloudia Club d'Oran. qui été la premiére saison en Division National une . 
Les matchs se déroulent essentiellement en Championnat d'Algérie 1964-1965, le premier championnat national de l'Algérie indépendante, mais aussi en Coupe d'Algérie 1964-1965.

## Incidents du match MC Alger - MC Oran
Les incidents du match du aller entre le MC Alger et le MC Oran à Alger, qui a conduit le MC Oran à perdre le titre et le MC Alger à être relégué en deuxième division, le match a eu lieu le 31 janvier 1965 au Stade El Annasser (aujourd'hui stade du 20-Août). L'arbitre était M. Chaâbi, de la Ligue de Constantine. A cette date là, le MC Oran était leader du classement, suivi par le MC Alger à la deuxième place. Les buts ont été signé par Bouabdallah Nahari pour le MC Oran, puis Zoubir Aouadj a égalisé pour le MC Alger, le même joueur ajoutant le deuxième but à la dernière minute du match.
Parmi les faits les plus importants, les brutalités et les coups entre les joueurs des deux équipes durant le match, une agression claire et brutale contre le joueur du MC Oran, Benaouda Boudjellal, surnommé « Tchango », par le défenseur du MC Alger, Mustapha Djazouli, qui a entraîné une fracture au tibia du joueur et son transfert immédiat à l'hôpital ; Durant le match, deux joueurs sont expulsés, Abdelaziz Oucif pour le MCA et Mohamed Meguenine pour le MCO ; Des émeutes entre les supporters des deux clubs ont également eu lieu au stade, plusieurs blessés ont été dénombrés dans les deux camps où ils ont été évacués vers l'hôpital.
Quant aux raisons derrière cet incident, outre la tension excessive due à l'importance du match, il y avait une autre raison, qui était le droit à la doyenneté, les joueurs et les supporters du MC Oran ont dénoncé la falsification de l'histoire et le vol de la doyenneté du MC Oran qui est fondé en 1917, au profit du MC Alger fondé en 1921, tandis que l'autre partie n'a pas accepté cette affaire, ce qui a conduit à des incidents survenus pendant le match.
Quant aux sanctions infligées, elles comprenaient la déduction de points pour les deux équipes, la suspension à vie des joueurs du MC Alger Abdelwahab Metrah et Ali Senane, et une suspension d'un an pour le gardien du algérois Abdelkader Ghalem, surnommé « Zerga ». Le MC Oran finit la saison à la sixième place tandis que le MC Alger finit quant à lui à la quatorzième place qui lui a valu une relégation en deuxième division.

## Compétitions

### Championnat

#### Rencontres
Source
| Date              | J           | Adversaire     | Lieu      | Résultat | Buteurs pour l'MCO                    | Références |
| MATCHES ALLER     |             |                |           |          |                                       |            |
| 13 septembre 1964 | 1re journée | CR Belcourt    | Domicile  | 3 - 2    | Nehari 35e, Hamida 41e 47e            |            |
| 27 septembre 1964 | 2e journée  | USM Annaba     | Extérieur | 1 - 3    | But inscrit                           |            |
| 4 octobre 1964    | 3e journée  | USM Alger      | Domicile  | 1 - 1    | Meguenine 84e                         |            |
| 18 octobre 1964   | 4e journée  | ES Guelma      | Extérieur | 2 - 3    | ,                                     |            |
| 25 octobre 1964   | 5e journée  | ES Sétif       | Domicile  | 0 - 0    | -                                     |            |
| 8 novembre 1964   | 6e journée  | ASM Oran       | Extérieur | 1 - 0    | Fréha 4e                              |            |
| 15 novembre 1964  | 7e journée  | JSM Tiaret     | Domicile  | 2 - 1    | Nehari 62e, Ahmed Bessol 77e          |            |
| 22 novembre 1964  | 8e journée  | ES Mostaganem  | Extérieur | 4 - 1    | Krimo 29e, Hamida 30e 39e, Fréha 80e  |            |
| 6 décembre 1964   | 9e journée  | USM Blida      | Extérieur | 3 - 3    | , ,                                   |            |
| 20 décembre 1964  | 10e journée | NA Hussein Dey | Domicile  | 2 - 0    | Meguennine 6e, Boudjellal 32e         |            |
| 10 janvier 1965   | 11e journée | USM Sétif      | Extérieur | 1 - 3    | But inscrit                           |            |
| 17 janvier 1965   | 12e journée | MC Saida       | Domicile  | 3 - 0    | Fréha 23e, Boudjellal 67e, Hamida 83e |            |
| 24 janvier 1965   | 13e journée | MO Constantine | Domicile  | 2 - 1    | Fréha 4e 74e                          |            |
| 31 janvier 1965   | 14e journée | MC Alger       | Extérieur | 1 - 3*   | Nehari 52e                            |            |
| 7 février 1965    | 15e journée | MSP Batna      | Domicile  | 1 - 3*   | Victoire MSP Batna par pénalité       |            |
| MATCHS RETOUR     |             |                |           |          |                                       |            |
| 21 février 1965   | 16e journée | CR Belcourt    | Extérieur | 1 - 3*   | Victoire CR Belcourt par pénalité     |            |
| 28 février 1965   | 17e journée | USM Annaba     | Domicile  | 1 - 3*   | Victoire USM Annaba par pénalité      |            |
| 7 mars 1965       | 18e journée | USM Alger      | Extérieur | 1 - 0    | Fréha 76e                             |            |
| 21 mars 1965      | 19e journée | ES Guelma      | Domicile  | 0 - 0    | -                                     |            |
| 4 avril 1965      | 20e journée | ES Sétif       | Extérieur | 0 - 2    | -                                     |            |
| 11 avril 1965     | 21e journée | ASM Oran       | Domicile  | 2 - 0    | Hamida 6e, Belabbès 82e               |            |
| 18 avril 1965     | 22e journée | JSM Tiaret     | Extérieur | 0 - 0    | -                                     |            |
| 25 avril 1965     | 23e journée | ES Mostaganem  | Domicile  | 1 - 0    | Fréha 88e                             |            |
| 16 mai 1965       | 24e journée | USM Blida      | Domicile  | 3 - 1    | Boudjellal 26e 75e, Belgot 36e        |            |
| 23 mai 1965       | 25e journée | NA Hussein Dey | Extérieur | 0 - 4    | -                                     |            |
| 30 mai 1965       | 26e journée | USM Sétif      | Domicile  | 2 - 0    | Hamida 35e 80e                        |            |
| 6 juin 1965       | 27e journée | MC Saida       | Extérieur | 2 - 2    | ,                                     |            |
| 13 juin 1965      | 28e journée | MO Constantine | Extérieur | 0 - 2    | -                                     |            |
| 27 juin 1965      | 29e journée | MC Alger       | Domicile  | 0 - 0    | -                                     |            |
| 3 juillet 1965    | 30e journée | MSP Batna      | Extérieur | 0 - 2    | -                                     |            |

### Journées 1 à 15

#### Classement final
Le classement est établi sur le barème de points suivant : une victoire vaut 3 points, un match nul 2 points et une défaite 1 point.
| Rang | Équipe         | Pts | J  | G  | N  | P  | Bp | Bc | Diff |
| ---- | -------------- | --- | -- | -- | -- | -- | -- | -- | ---- |
| 1    | CR Belcourt    | 72  | 30 | 19 | 4  | 7  | 66 | 24 | +42  |
| 2    | MSP Batna      | 69  | 30 | 16 | 7  | 7  | 37 | 21 | +16  |
| 3    | ES Guelma      | 65  | 30 | 13 | 9  | 8  | 40 | 42 | -2   |
| 4    | NA Hussein Dey | 64  | 30 | 13 | 8  | 9  | 38 | 32 | +6   |
| 5    | MC Oran        | 62  | 30 | 12 | 7  | 11 | 38 | 31 | +7   |
| 6    | ES Sétif       | 62  | 30 | 12 | 8  | 10 | 31 | 31 | 0    |
| 7    | ES Mostaganem  | 59  | 30 | 11 | 7  | 12 | 36 | 40 | -4   |
| 8    | MC Saïda C     | 59  | 30 | 8  | 13 | 9  | 40 | 46 | -6   |
| 9    | USM Sétif      | 58  | 30 | 10 | 9  | 10 | 29 | 34 | -5   |
| 10   | USM Blida -1   | 57  | 30 | 8  | 12 | 10 | 36 | 37 | -1   |
| 11   | ASM Oran       | 57  | 30 | 9  | 9  | 12 | 29 | 38 | -9   |
| 12   | USM Annaba T   | 56  | 30 | 11 | 4  | 15 | 42 | 53 | -11  |
| 13   | MO Constantine | 56  | 30 | 9  | 8  | 13 | 32 | 49 | -17  |
| 14   | MC Alger       | 54  | 30 | 8  | 8  | 14 | 31 | 36 | -5   |
| 15   | JSM Tiaret     | 54  | 30 | 6  | 12 | 12 | 31 | 38 | -7   |
| 16   | USM Alger      | 54  | 30 | 8  | 8  | 14 | 36 | 44 | -8   |

Résultat
- Champion d'Algérie 1964-1965

Relégation
- Relégation en Division d'Honneur 1965-1966

Abréviations
T : Tenant du titre

C : Vainqueur de la Coupe d'Algérie 1964-1965

### Coupe d'Algérie

#### Rencontres
| Date             | Heure       | Tour          | Adversaire | Stade (ville)        | Résultat | Buteurs pour MCO | Références |
| 22 novembre 1964 | 15h00 UTC+1 | 32e de finale | GC Mascara | Municipal de Mascara | 1 - 2    | ..... ?          |            |

## Statistiques

### Meilleurs buteurs
| N° | Pos.      | Nat. | Nom                 | Division Nationale | Coupe d'Algérie | Total |    |        |  |              |    |   |    |
| -- | --------- | ---- | ------------------- | ------------------ | --------------- | ----- | -- | ------ |  | ------------ | -- | - | -- |
| N° | Pos.      | Nat. | Nom                 | Division Nationale | Coupe d'Algérie | Total | 10 | Milieu |  | Karim Hamida | 13 | 0 | 13 |
|    | Attaquant |      | Abdelkader Fréha    | 7                  | 0               | 7     |    |        |  |              |    |   |    |
|    | Attaquant |      | Benaouda Boudjellal | 4                  | 0               | 4     |    |        |  |              |    |   |    |
|    |           |      | Bouabdallah Nahari  | 3                  | 0               | 3     |    |        |  |              |    |   |    |
|    |           |      | Mohamed Meguenine   | 2                  | 0               | 2     |    |        |  |              |    |   |    |
|    |           |      | Ahmed Bessol        | 1                  | 0               | 1     |    |        |  |              |    |   |    |
|    |           |      | Krimo               | 1                  | 0               | 1     |    |        |  |              |    |   |    |
|    |           |      | Abdelhamid Belabbès | 1                  | 0               | 1     |    |        |  |              |    |   |    |
|    |           |      | Abdelmadjid Belgot  | 1                  | 0               | 1     |    |        |  |              |    |   |    |
|    |           |      | Tapis-vert          | 3                  | -               | 3     |    |        |  |              |    |   |    |
|    |           |      | Inconnus            | 4                  | 1               | 5     |    |        |  |              |    |   |    |
|    |           |      | Total               | 40                 | 1               | 41    |    |        |  |              |    |   |    |